# Диамантите са вечни
„Диамантите са вечни“ е седмият филм от поредицата за Джеймс Бонд и шестият, последен (в „официалния бондиан“) с Шон Конъри в ролята на Агент 007. Сценарият на филма е адаптиран по едноименната книга на Иън Флеминг от 1956 г.

## Сюжет
Внимание:  Текстът по-долу разкрива сюжета на произведението (или части от него)!
Джеймс Бонд успява да открие следите на главатаря на СПЕКТЪР – неуловимият Ернст Ставро Блофелд. Лидерът на най-мощната престъпна организация с помощта на пластичната хирургия създава свои двойници, които Бонд убива, но оригиналът се изплъзва.
След известно време „М“ нарежда на Бонд да разследва най-голямата контрабанда диаманти от Африка. Нещо странно се случва: диаманти, откраднати в големи количества, но след това те никога не се показват, а се натрупват за някаква цел. Под прикритието на куриер Бонд се включва в престъпната верига, като се опитва да разбере крайната цел на използването на диамантите. Агент 007 се среща с Тифани Кейс, една от участниците в престъпната дейност. Тя решава да помогне на Бонд в неговото разследване. В него Бонд се сблъсква с двама наемни убийци – м-р Кид и м-р Уинт.
Следите от престъплението довеждат Бонд в Лас Вегас, където милиардерът Уилард Уайт живее като отшелник и комуникира с всички само по телефона. Бонд скоро открива, че „Уайт“ е уж „мъртвия“ Блофелд, който с помощта на откраднатите диаманти създава уникален боен лазер, работещ от космоса. Лазерната система може да унищожи на земната повърхност всяка структура, а главатарят на СПЕКТЪР, заплашвайки световните правителства ще иска милиони долари откуп…

## В ролите
| Актьор          | Роля                                                                                             |
| --------------- | ------------------------------------------------------------------------------------------------ |
| Шон Конъри      | Джеймс Бонд                                                                                      |
| Джил Сент Джон  | Тифани Кейс, една от участниците в контрабандата на диаманти                                     |
| Чарлз Грей      | Ернст Ставро Блофелд, лидер на СПЕКТЪР                                                           |
| Джими Дийн      | Уилард Уайт, милиардер, отвлечен по нареждане на Блофелд                                         |
| Бернард Ли      | „М“, шефът на МИ-6                                                                               |
| Лоис Максвел    | мис Мънипени, секретарка на „М“                                                                  |
| Десмонд Левелин | „Q“, началник на техническия отдел на МИ-6, създател на много невероятни устройства за агент 007 |
| Норман Бертон   | Феликс Лейтър, агент на ЦРУ                                                                      |
| Брус Глоувър    | м-р Уинт, наемен убиец на Блофелд                                                                |
| Патер Смит      | м-р Кид, наемен убиец на Блофелд                                                                 |
| Йосиф Ферст     | професор Метц, създател на лазерната система на Блофелд                                          |
| Брус Кабът      | Бърт Саксби, директор на казино                                                                  |
| Джо Робинсън    | Питър Франкс, реален куриер за контрабанда на диаманти                                           |

## Музика на филма
Саундтракът към филма е написан от композитора Джон Бари. „Главната“ песен за втори път се изпълнява от Шърли Беси.
Интересно е, че Хари Залцман, един от производителите на филма, е твърдо против тази песен и кандидатурата на Беси. Залцман смята, че песента, както и начина на нейното изпълнение, са твърде „сексуално предизвикателни.“ Само молбите от другия производител Албърт Броколи задържат песента във филма. По-късно Джон Бари казва в интервю, че наистина е искал да „запълни песента със секс“. Например по време на записа на песента Бари е казал на Беси „да мисли, че пее за пенис“.

## Интересни факти
- След търговския успех на филма „В тайна служба на Нейно Величество“ производителите предлагат на Джордж Лейзънби договор за седмия филм за Бонд, но Лейзънби отказва. Започва трескаво търсене на актьор, който да играе Агент 007. Разгледани са кандидатурите на Джон Гавин и Майкъл Гембън, но в края офертата е направена на „Джеймс Бонд № 1“ Шон Конъри. Актьорът поискал огромна такса от £ 1 250 000 (£ 23 милиона по цени от 2015 г.), както и 12,5 % от общия размер на приходите (около £ 5,5 милиона). В допълнение производителите на „бондиана“ трябва да помогнат на Конъри за снимките на два филма за други теми. Първият филм е „The Offence“ („Атака“) на известния режисьор Сидни Лъмет, който е приятел на Шон Конъри. Вторият филм е бъдеща филмовата адаптация на пиесата на Шекспир „Макбет“, където главната роля ще играе Конъри. Този проект обаче е изоставен, защото в същото време подобен филм е заснет от Роман Полански.
- Първоначално в ролята на „главния злодей“ е планирано да бъде братът близнак Орик Голдфингър (Голдфингър), която иска да си отмъсти на Бонд.
- Прототип на „милиардера Уилард Уайт“ е най-известният „отшелник“ милиардер Хауърд Хюз. Историята на „Уайт“ се появява в сценария на филма след като продуцентът Албърт Броколи имал сън, в който приятелят му Хюз е бил заменен със самозванец.
- В оригиналния сценарий Блофелд е трябвало да бъде убит при падане в дълбока солна мина, но създателите на филма не са могли да се споразумеят със собственика на мината, тъй като той искал твърде много да платят за провеждането на снимките.
- Епизодът „колата на две колела“ е заснет в две различни места, довело по-късно до смешно несъответствие: колата с Бонд влиза в алеята на „десните“ колела, а излиза на „левите“.
- Снимките в Лас Вегас се правят в хотели, собственост на Хауърд Хюз. Според създателите на филма, за снимките през нощта е също така удобно, както и през деня, тъй като в Лас Вегас има огромен брой светлинни надписи, улиците и сградите са много ярко осветени.
- Чарлз Грей, който играе Блофелд, е участвал в „бондиана“ във филма Човек живее само два пъти, в който играе герой на име Дико Хендерсън.
- По време на снимките в Лас Вегас, Шон Конъри е от многото любители на игра на слот машини в казиното. Веднъж той дори пропуска снимките поради тази мания.
- Джил Сент Джон е първата актриса от САЩ, която играе ролята на „девойка на Джеймс Бонд“.
- „Космическа лаборатория“ на Уилард Уайт всъщност е завод за гипс, разположен в близост до Лас Вегас.